# Craig Rivet
Anthony Craig Rivet (* 13. September 1974 in North Bay, Ontario) ist ein ehemaliger kanadischer Eishockeyspieler. Der Verteidiger absolvierte über 900 Spiele in der National Hockey League, den Großteil davon für die Canadiens de Montréal. Zudem lief er für die San Jose Sharks, Buffalo Sabres und Columbus Blue Jackets auf, wobei er die Sabres als Kapitän anführte. Mit der kanadischen Nationalmannschaft gewann Rivet bei der Weltmeisterschaft 2003 die Goldmedaille.

## Karriere

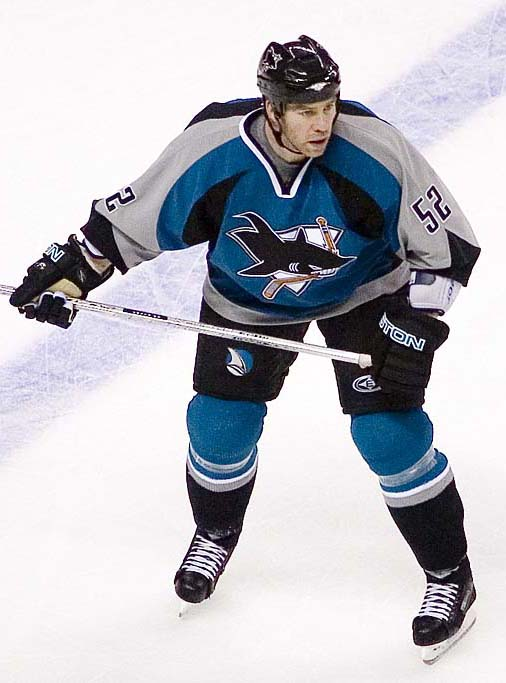
Rivet im Trikot der San Jose Sharks (2007)

Rivet spielte zunächst ab der Saison 1991/92 bei den Kingston Frontenacs in der Ontario Hockey League (OHL). Nach seinem ersten Jahr wurde er im NHL Entry Draft 1992 von den Canadiens de Montréal in der dritten Runde an 68. Position ausgewählt. Er blieb den Frontenacs aber noch zwei weitere Spielzeiten treu und erzielte in insgesamt drei Spielzeiten 164 Punkte. Nach dem Ausscheiden in den Playoffs in der Saison 1993/94 mit den Frontenacs, bestritt er im Anschluss vier Spiele für die Fredericton Canadiens, dem AHL-Farmteam der Canadiens de Montréal.
Zu Beginn der Saison 1994/95 gehörte der Kanadier zum Stammpersonal des Farmteams. Mit 32 Punkten in 78 Spielen war er eine der Stütze des Teams und erhielt auch deshalb fünfmal die Gelegenheit, sich in der National Hockey League bei den Canadiens de Montréal zu beweisen. Auch in den folgenden zwei Spielzeiten pendelte Rivet zwischen dem AHL- und dem NHL-Team, wobei sich seine Einsätze in der NHL erhöhten und die in der AHL verringerten. Die Saison 1997/98 war die erste Saison seiner Karriere, die er komplett beim NHL-Team der Canadiens verbrachte. Die nächsten sechs Spielzeiten spielte Rivet ebenfalls in Montréal und entwickelte sich dabei zu einem der Leistungsträger in der Defensive, obwohl er große Teile der Saison 2000/01 wegen einer Schulterverletzung aussetzen musste und nur 26 Spiele bestritt.
Während des NHL-Lockout in der Saison 2004/05 unterzeichnete er im Januar 2005 einen Vertrag beim finnischen SM-liiga-Klub TPS Turku. Dort bestritt er 18 Saison- und sechs Playoff-Spiele. Nach dem Lockout kehrte Rivet im Sommer 2005 nach Montréal zurück. Es folgte seine beste NHL-Saison mit insgesamt 34 Punkten. Neben seiner Karrierebestmarke in der Kategorie Punkte stellte er auch Bestmarken in den Bereichen Assists und Powerplay-Tore auf. In der Saison 2006/07 ging Rivet in das letzte Jahr seines Vertrages in Montréal. Nach einem Disput mit Trainer Guy Carbonneau im Januar 2007 rechneten die Canadiens jedoch nicht mit einer Vertragsverlängerung und gaben ihn am 25. Februar 2007 zusammen mit einem Fünftrunden-Pick im NHL Entry Draft 2008 zu den San Jose Sharks ab. Im Gegenzug wechselten Josh Gorges und ein Erstrunden-Wahlrecht im NHL Entry Draft 2007 zu den Canadiens de Montréal. Im Juni unterschrieb der Free Agent bei den Sharks einen neuen Vierjahresvertrag. Über lange Phasen der Spielzeit 2007/08 galt Rivet nach dem Weggang von Scott Hannan in der Sommerpause als bester Defensiv- und Offensivverteidiger der Mannschaft, wodurch er oft in Powerplaysituationen zum Einsatz kam, und an Punkten gemessen die beste Saison seiner Karriere absolvierte. Erst mit der Verpflichtung von Brian Campbell im Februar 2008 konnte sich der Kanadier wieder stärker auf die Defensive konzentrieren. Nach einigen Veränderungen im Verlauf der Sommerpause im Defensivbereich der Sharks wurde Rivet mit einem Siebtrunden-Draftpick für zwei Zweitrunden-Draftpicks im NHL Entry Draft 2009 und 2010 zu den Buffalo Sabres abgegeben.
Rivet konnte sich schnell in das Team der Sabres integrieren und wurde kurz vor Beginn der Saison 2008/09 zum Mannschaftskapitän ernannt. Im Februar 2011 setzten ihn die Sabres auf die Waiverliste, von der ihn die Columbus Blue Jackets auswählten. Im Oktober 2011 unterzeichnete Rivet einen Vertrag bei den Elmira Jackals aus der ECHL und ließ seine Karriere dort ausklingen. Nach der Spielzeit 2011/12 erklärte er seine aktive Laufbahn offiziell für beendet.

### International
Rivet vertrat sein Heimatland Kanada bei der Weltmeisterschaft 2003 in Finnland und gewann nach einem knappen Finalsieg über Schweden die Goldmedaille. In neun Turnierspielen steuerte der Verteidiger eine Torvorlage bei und verbrachte sechs Minuten auf der Strafbank.

## Erfolge und Auszeichnungen
- 2003 Goldmedaille bei der Weltmeisterschaft

## Karrierestatistik

### International
Vertrat Kanada bei:
- Weltmeisterschaft 2003

(Legende zur Spielerstatistik: Sp oder GP = absolvierte Spiele; T oder G = erzielte Tore; V oder A = erzielte Assists; Pkt oder Pts = erzielte Scorerpunkte; SM oder PIM = erhaltene Strafminuten; +/− = Plus/Minus-Bilanz; PP = erzielte Überzahltore; SH = erzielte Unterzahltore; GW = erzielte Siegtore; 1 Play-downs/Relegation; Kursiv: Statistik nicht vollständig)

## Persönliches
Sein Neffe MacKenzie Weegar ist ebenfalls NHL-Profi.